# Kuami Agboh
Kuami Agboh (* 28. Dezember 1977 in Tsevik) ist ein ehemaliger togoischer Fußballspieler.

## Karriere
Agboh, der die doppelte Staatsbürgerschaft von Togo und Frankreich besitzt, spielte in seiner Jugend für die Juniorenauswahlen Frankreichs. Dabei gewann er 1996 mit der französischen U-19 den Europameistertitel. Im folgenden Jahr nahm er an der Juniorenweltmeisterschaft teil.
Ab 1996 gehörte Agboh dem Profikader von AJ Auxerre an. Dort spielte er, abgesehen von der Saison 2003/04, als er an Grenoble Foot 38 ausgeliehen wurde, bis 2005. Anschließend wechselte er in die Jupiler League zu KSK Beveren, wo er seither spielt.
Agboh nutzte die von der FIFA neu geschaffene Möglichkeit, anstatt für die Nation aufzulaufen, für die man in der Jugendauswahl spielte, für ein anderes Land A-Länderspiele zu bestreiten. So wurde er 2005 zum ersten Mal in die togoische Nationalmannschaft berufen und stand auch 2006 im Kader für die Weltmeisterschaft, kam jedoch nur gegen die Schweiz zum Einsatz.

## Erwähnenswertes
Im April 2003 im Spiel gegen Le Havre AC traf Agboh einen Gegenspieler derart unglücklich, dass dieser eine Fraktur des Waden- und Schienbeins erlitt. Nach der Operation besuchte er diesen und schenkte ihm sein Trikot. Dafür wurde er vom Conseil National de l'Ethique zum fairsten Spieler des Monats der Ligue 1 gewählt.